# Chrysocrambus craterellus
Chrysocrambus craterellus — вид лускокрилих комах родини вогнівок-трав'янок (Crambidae).

## Поширення

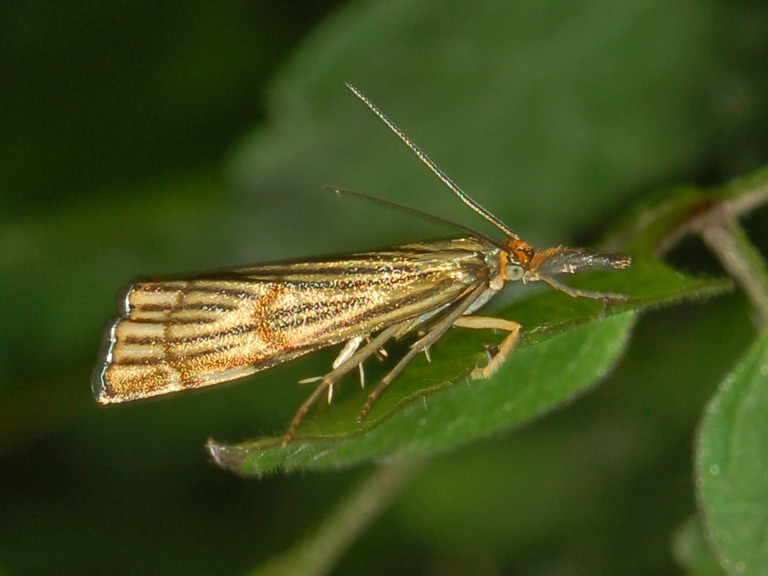

Вид поширений в Європі, на Близькому Сході та Закавказзі. Присутній у фауні України.

## Опис
Розмах крил близько 20 мм. Крила жовтуваті з кількома поздовжніми коричневими лініями та двома поперечними коричневими лініями ближче до вершини.

## Спосіб життя
Метелики літають в червні та липні. Трапляються на луках і пасовищах. Личинки живляться кострицею (Festuca) та іншими травами.

## Підвиди
- Chrysocrambus craterellus craterellus (Центральна і Південна Європа, Уральські гори, Закавказзя, Мала Азія)[3]
- Chrysocrambus craterellus alpinus Bleszynski, 1958 (Франція)
- Chrysocrambus craterellus abruzzellus Bleszynski, 1958 (Абруцці, Італія)
- Chrysocrambus craterellus stachiellus (Toll, 1938) (Поділля, Україна)
- Chrysocrambus craterellus libani Bleszynski, 1958 (Ліван)
- Chrysocrambus craterellus defessellus (Toll, 1947) (Іран)